# 佩伦火山口

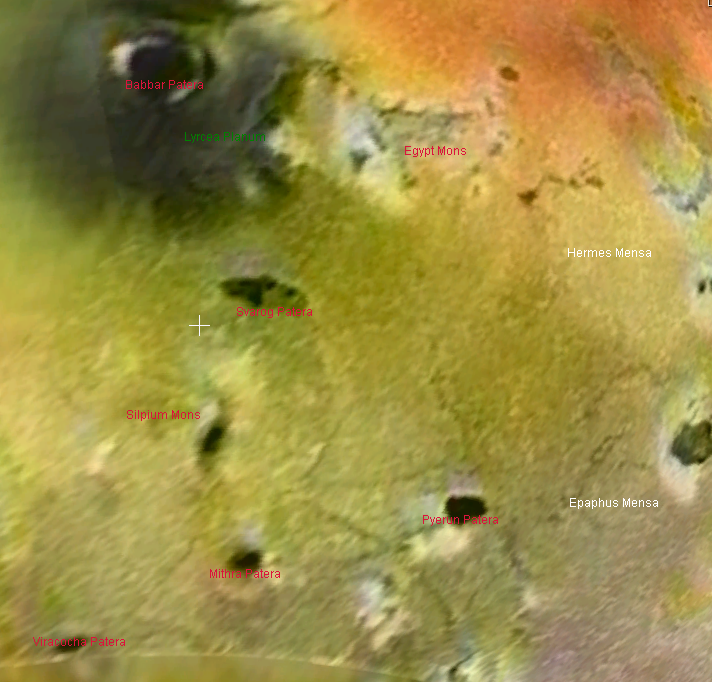
包含佩伦火山口在内的区域快照，来自 美国宇航局世界风。

佩伦火山口（Pyerun Patera）是位于木卫一表面55°39′S 251°04′W / 55.65°S 251.06°W处的一座火山口或呈扇贝状边缘的不规则火山坑，直径 57 公里，它的名称取自斯拉夫神话中的雷神佩伦，1985年被国际天文联合会正式批准接受。佩伦火山口西邻密特拉火山口，东侧及东北矗立着厄帕福斯平顶山，而西南则分布有锡尔皮乌姆山和斯瓦罗格火山口。